# María Martín Revuelta
Plantilla:Destruir

María Martín Revuelta (Madrid, 18 de març de 1985) és una política espanyola, diputada al Congrés dels Diputats en la X Legislatura.

## Biografia
És filla del periodista Antonio Martín Beaumont. Llicenciada en Dret per la Universitat Carles III de Madrid, té diversos màsters jurídics, així com un altre en Comunicació Corporativa i Institucional, també per aquesta Universitat. En 2014 va substituir en el seu escó Rubén Moreno Palanques, elegit diputat a les eleccions generals espanyoles de 2011 per València, quan aquest renuncià a l'escó en ser nomenat secretari d'estat. Ha estat secretària primera de la Comissió Mixta de Control Parlamentari de la Corporació RTVE i les seves Societats. Val a dir que María Martín formava part de les llistes del partido Popular de València tot i no tenir cap vinculació amb terres valencianes.
En juliol de 2015, després de les eleccions municipals, fou nomenada regidora de comunicació de l'ajuntament de Villaviciosa de Odón.